# Винський Врх-при-Шмарю
Винський Врх-при-Шмарю (словен. Vinski Vrh pri Šmarju) — поселення в общині Шмарє-при-Єлшах, Савинський регіон, Словенія. 
Висота над рівнем моря: 338 м.